# Nancy Cartwright (filosofa)
Nancy Cartwright, Lady Hampshire, FBA, FaCSS (24 giugno 1944), è una filosofa statunitense.
È professoressa di filosofia all'Università della California a San Diego e all'Università di Durham. Attualmente è presidente della Divisione di Logica, Metodologia e Filosofia della Scienza e della Tecnologia dell'Unione Internazionale di Storia e Filosofia della Scienza e della Tecnologia.

## Educazione e carriera
Cartwright ha conseguito la laurea in matematica presso l'Università di Pittsburgh e il dottorato di ricerca. in Filosofia presso l'Università dell'Illinois a Chicago (campus del Congress Circle). La sua tesi verteva sul concetto di miscela nella meccanica quantistica. Prima di assumere l'attuale incarico, ha insegnato all'Università del Maryland, alla Stanford University e alla London School of Economics. Ha ricoperto incarichi di professore ospite presso l'Università di Oslo, l'Università di Princeton, il Caltech, l'Università di Pittsburgh, l'Università di Cambridge e l'UCLA. Attualmente è "Tsing Hua Honorary Distinguished Chair Professor" presso l'Università Nazionale Tsing Hua di Taiwan e Visiting Research Fellow presso l'Università Ca' Foscari di Venezia. Ha co-fondato il Center for Philosophy of Natural and Social Science (CPNSS) presso la LSE e il Center for Humanities Engaging Science and Society (CHESS) presso l'Università di Durham.
Cartwright ha fatto da mentore a diversi studenti in Inghilterra e negli Stati Uniti che sono diventati filosofi della scienza professionisti, tra cui Naomi Oreskes, Mauricio Suarez, Roman Frigg, Jeremy Howick, Peter Menzies e Hasok Chang. È stata anche supervisore di Saif al-Islam Gheddafi, una successiva fonte di controversia.
Cartwright è stata sposata con il filosofo Stuart Hampshire fino alla sua morte nel 2004. In precedenza era stata anche sposata con il filosofo Ian Hacking. Ha due figlie, Emily e Sophie Hampshire Cartwright, e due nipoti, Lucy Charlton e Tabitha Emily Cartwright Spray.